# Berliet
Berliet (Берліє) — з 1899 року французький виробник автомобілів, автобусів, тролейбусів та військової техніки. Штаб-квартира розташована в місті Ліон. 1968 року компанію купує фірма Citroën. 1978 року компанія увійшла до концерну Renault Vehicules Industriels (RVI), відомого сьогодні як Renault Trucks. 1980 року компанія припинила виробництво автомобілів. Компанія належить до найзнаменитіших фірм, які коли-небудь виготовляли вантажні автомобілі, багато з яких стали широко відомими. Майже за 80 років існування тут створили понад тисячу різних моделей вантажівок і сотні[джерело?] варіантів двигунів.

## Маріус Берліє

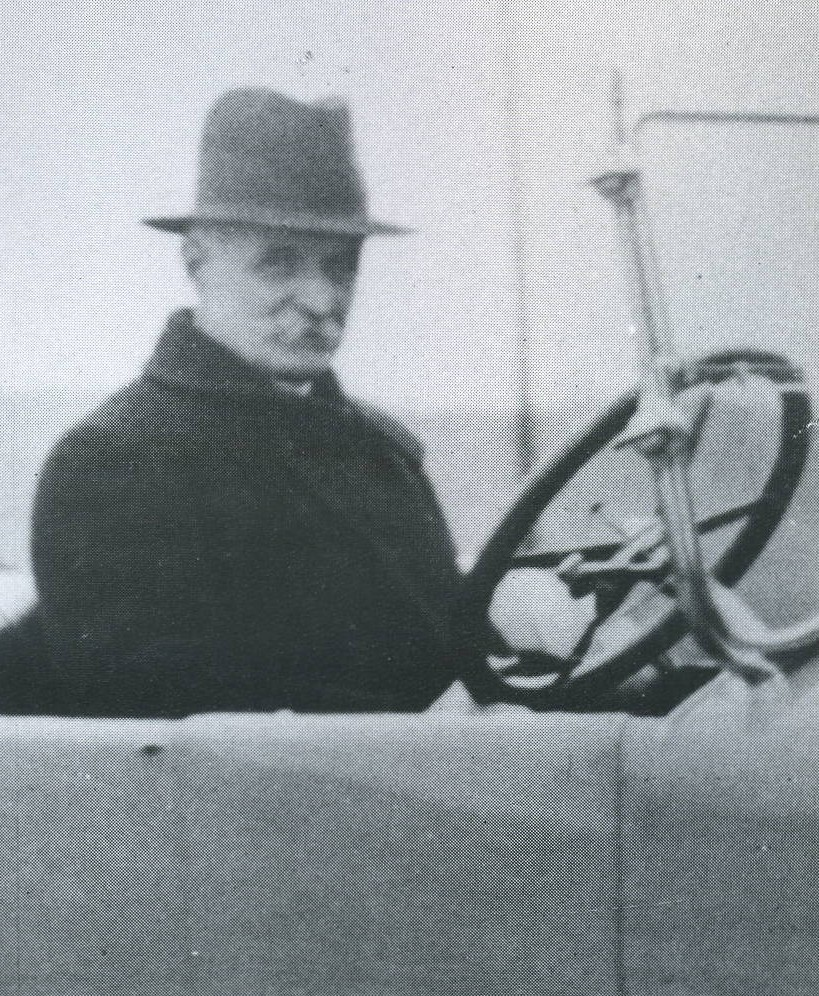
Маріус Берліє

Багато з кращих машин Berliet з'явилися завдяки таланту одного з найвідоміших автоконструкторів світу — Маріуса Берліє (Marius Berliet, 1866—1949 рр.). Маріус Максимин Франсуа Жозеф Берліє народився в численній сім'ї дрібного ліонського фабриканта сатинових підкладкових тканин для головних уборів Жозефа Берліє.

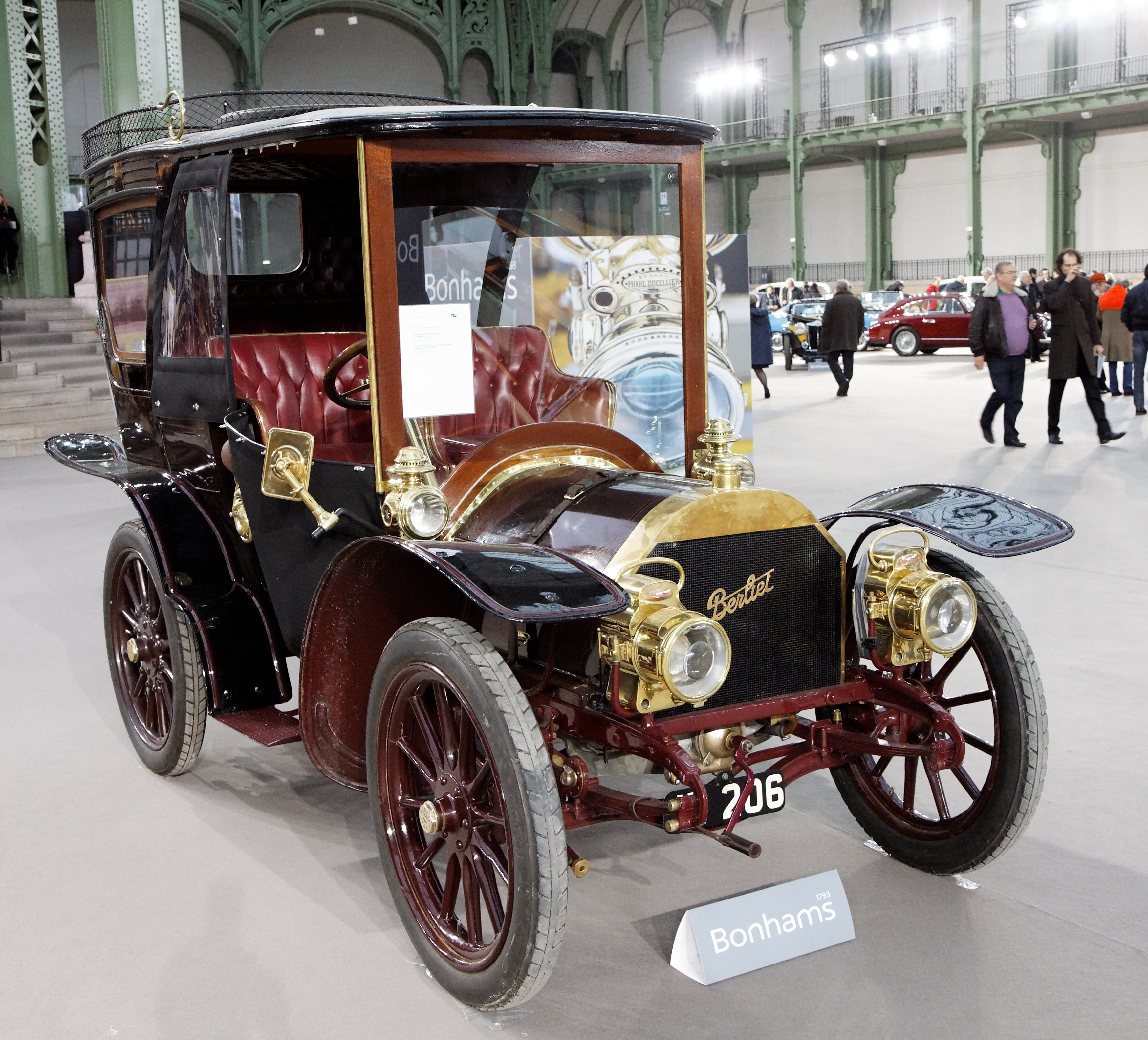
Berliet 22CV 1903 року

У 1892 році він познайомився з першими бензиновими екіпажами і вирішив присвятити себе створенню самохідних машин. 1893 року Маріус розробив проєкт свого першого легкового автомобіля і протягом наступного року самостійно побудував його. А до 1900 року в його послужному списку було вже кілька різних автомобілів, випущених спільно з П'єром Дегуттом. Ці машини під назвою Pierre-Berliet 23/70CV Desgouttes були оснащені 2- і 4-циліндровими двигунами, потужність яких досягала 12 кінських сил. Вони оперативно стали досить популярними, і на виробництво одного з таких авто була куплена ліцензія англійською компанією Sunbeam.

## Заснування компанії. Початок виробництва автомобілів
Після смерті батька у 1899 році він повністю переобладнав сімейну майстерню під свої технічні експерименти, а незабаром перебрався в квартал Монплезир, в приміщення збанкрутілої фірми Audibert et Lavirotte. Результатом став випуск нової моделі Berliet, яка нагадувала Mercedes своїм плоским радіатором. Ця модель була на рівень кращою за всі попередні автомобілі Berliet, оскільки замість дерев'яної рами використовувалося металеве шасі — міцніше і довговічніше, що допомогло зміцнити відповідну репутацію компанії. До 1905 року у Berliet вже працювало 250 чоловік, які склали три сотні легкових автомобілів. У червні 1905 року на фірму прибув віце-президент американської компанії ALCO пан Піткінс, a 1 липня Берліє підписав з ним контракт на ліцензійне виробництво в США своїх легкових машин. Цей контракт приніс Маріусу Берліє 500 тисяч доларів золотом, що істотно допомогло надалі розвитку його виробництва. В результаті заводи були оснащені сучасним обладнанням. Ця подія і стала відправною точкою в історії фірми Berliet, що дозволило розширити виробництво і організувати випуск вантажівок.
Оскільки головною продукцією американського компаньйона були паровози, то з цього часу емблемою Berliet став силует заокеанського локомотива. Першою машиною Berliet для перевезення вантажів став у 1902 році фургон на шасі стандартного легкового автомобіля, а перше вантажне шасі з двигуном, потужністю 24 к.с., зібрали у 1904 році. Через два роки з'явився новий 2-тонний прототип з 4-циліндровим двигуном, робочим об'ємом 6,3 літра і потужністю 14 к.с., 4-ступінчастою коробкою передач, ланцюговим приводом на задні колеса, відкритою платформою на чотирьох масивних дерев'яних колесах із залізними ободами і місцем водія над двигуном. У перший рік продали всього 12 машин, а з 1907 року на їх основі складали вантажівки серії «L» — всього 37 екземплярів. За ними пішов 3,5-тонний автомобіль моделі «М» з двигуном, робочим об'ємом 4,5 л і потужністю 22 к.с., який мав успіх.

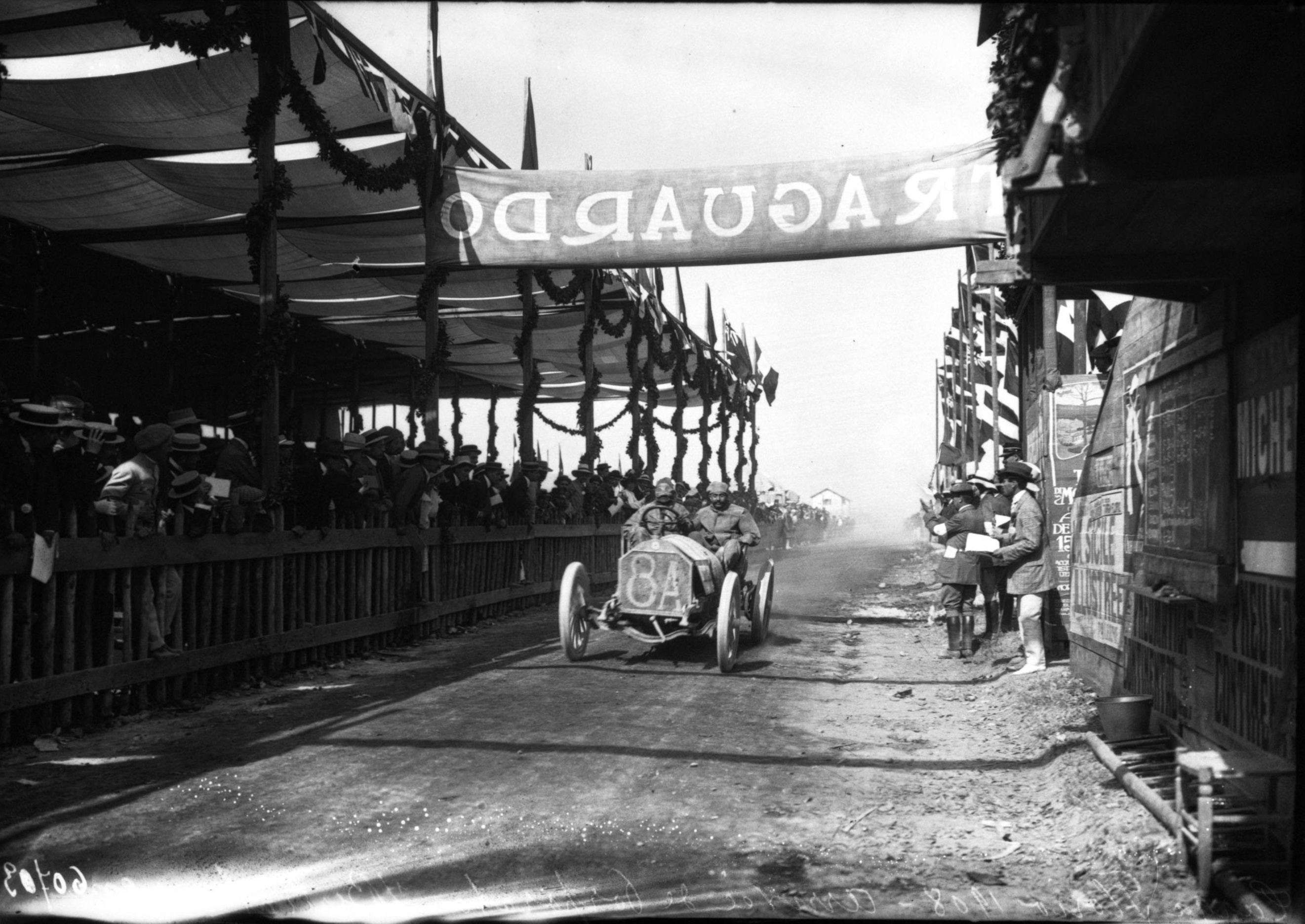
Berliet на Тарга Флоріо 1908 року

До цього часу машини Berliet стали брати участь в гонках і займати призові місця. Все це сприяло зміцненню репутації компанії. 1907 року Berliet стала сьомою серед всіх французьких автомобілебудівників — за рік компанія випустила близько 1000 авто.
У 1910 році була запущена у виробництво перша серйозна малолітражка — легковий автомобіль, оснащений двигуном з робочим об'ємом 1,5 літра, потужність якого становила 12 кінських сил.
У 1911 році почалося виробництво класичних капотних вантажівок «CAD» і «САК», забезпечених уніфікованими 4-циліндровими моторами з ходом поршня 140 мм, багатодисковими зчепленнями, 4-ступінчастими коробками передач, ланцюговим приводом і барабанними гальмами. Особливістю двигуна для моделі «САК» були два розподільних вала для окремого приводу впускних і випускних клапанів, а також компресійне гальмо-сповільнювач. До цього часу Берліє пропонував вантажні машини в 32 варіантах. Для розширення їх виробництва він викупив ділянку землі у Венісьє, східному передмісті Ліона, і розпочав будівництво нового заводу, де згодом вперше у Франції складання вантажівок перевели на конвеєр.

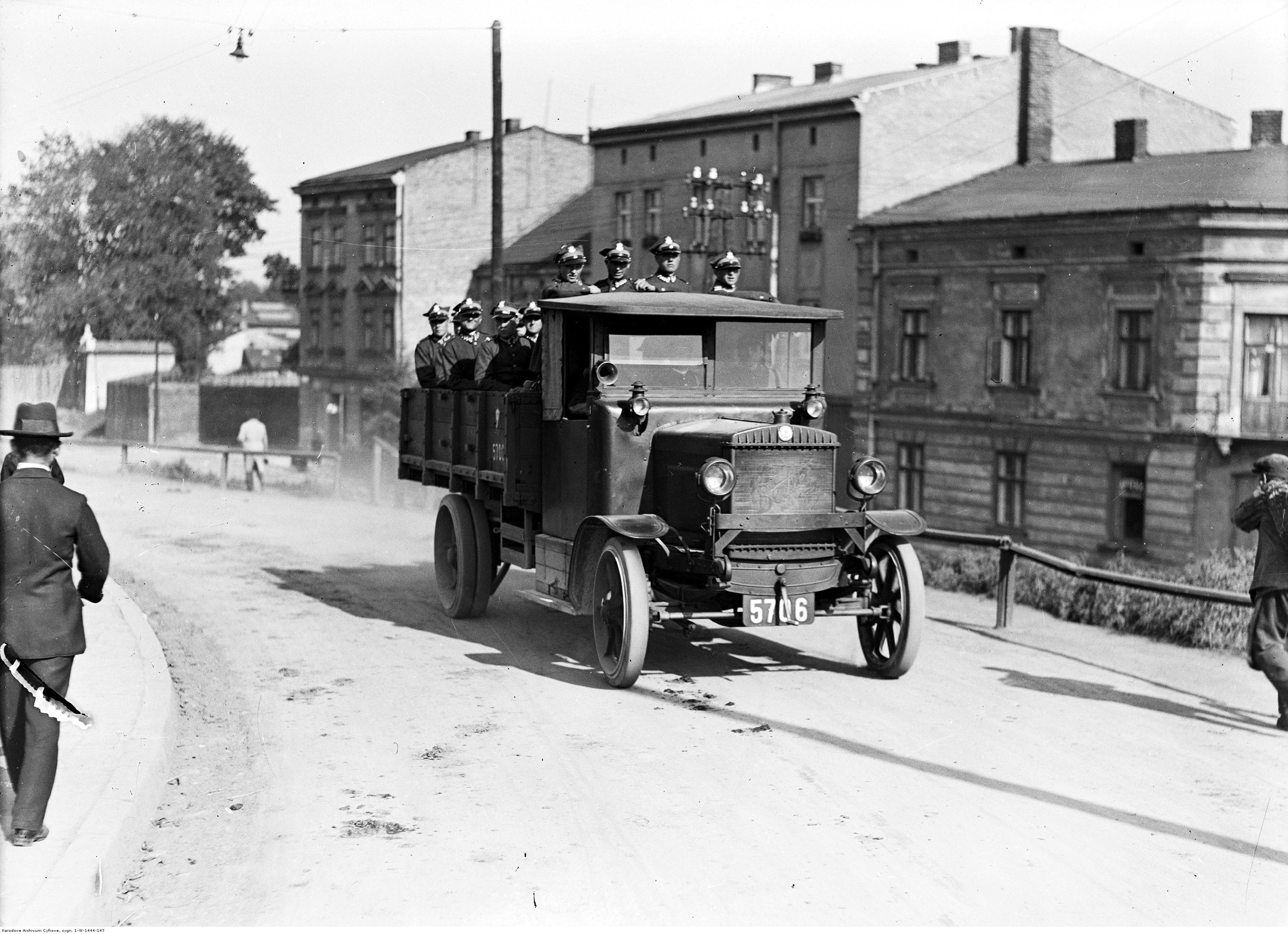
Berliet CBA 1915 року

У 1913 році Berliet М став основою для одного з найвідоміших вантажівок першого періоду — 3,5-тонної моделі «CAT» з місцем водія над двигуном. Перед самим початком Першої світової війни з'явилася ще популярніша вантажівка «СВА» класичного компонування з 4-циліндровим мотором серії «Z» (5,3 л, 25 к.с.) з алюмінієвими поршнями, багатодисковим зчепленням, 4-ступінчастою коробкою передач в блоці з головною передачею і диференціалом та кульковими підшипниками в трансмісії. При власній масі 3580 кг Berliet СВА міг перевозити 3,5-4 т вантажів зі швидкістю 30-35 км/год. 1912 року на Berliet працювало вже дві тисячі осіб, а в програму 1911-1915 років входили 23 моделі вантажних автомобілів, в тому числі легкі машини «САС» (10 к.с.), 3,5-тонні «САМ», спеціальні шасі «CAU» і автобуси «САТ». Компанія Berliet контролювала в той час 65 % національного виробництва вантажівок.
В цілому, до початку Першої світової війни каталог компанії пропонував легкові авто, потужність яких варіювалася від 8 до 60 кінських сил. Серед них була унікальна модель з бензиновим двигуном і електромотором для приводу коліс, а також з генераторною установкою. Найбільше випускалося автомобілів з 4-циліндровими двигунами, об'ємом 2,4 і 4,4 літра. Також виготовлялася модель з 6-циліндровим силовим агрегатом, об'єм якого становив 9,5 літра. Активно випускалася і техніка для французької армії — це були вантажівки СВА і танки FT-17.
Фінансове становище компанії зміцнили великі державні замовлення на снаряди і легкі танки FT17. У цей період Berliet на 30 % перевершував американський Ford за обсягом виробництва вантажної техніки і кількості зайнятих у цій галузі. Але в мирні часи потік вигідних замовлень вичерпався. «СВА» залишився єдиним представником вантажної програми Berliet, і Маріус продовжував до 1932 року його випуск в 10 варіантах (до моделі «CBAU»). Вирішивши використовувати готове шасі, на основі американського Studebaker Берліє побудував легку модель «VB». Для її виготовлення використовували кращі сорти американської сталі і якісні матеріали, що залишилися невикористаними за час війни. Така розкіш у важкі роки призвела фірму на грань банкрутства і змусила подивитися тверезо на життя.
Після закінчення війни з'явилося кілька невеликих легкових автомобілів, крім того, у виробництво повернулися довоєнні моделі, які були модернізовані і оснащені двигунами, об'ємом від 2,5 до 5 літрів. Потужність цих моторів досягала 80 кінських сил. Серед моделей 1923 року випускалася Berliet 23/70CV, оснащена рядним 4-циліндровим двигуном з робочим об'ємом майже 4 літри. Потужність агрегату цієї машини становила 70 кінських сил. Автомобіль, зібраний на лонжеронній рамі з механічною 4-ступінчастою коробкою передач і барабанними гальмами на задніх колесах, міг розвивати швидкість до 120 км/год. Але ці авто дуже швидко втратили свою колишню актуальність.
У 1923 році Берліє запустив у виробництво гаму нових вантажівок «VL», «VM» і «VH». На легкій моделі «VHA», здатній розвивати швидкість 60 км/год, у 1924 році вперше з'явилося електричне освітлення. Тритонна «VMP» з двигуном, об'ємом 3,3 л, отримала у 1925 році підсилювач приводу гальм, а один з перших у світі 3-вісних автомобілів «VPD» (6×4) у 1926 році був успішно випробуваний у двомісячному пробігу через піски Сахари протяжністю 2800 км — від Алжиру до Нігеру і назад. Це був вантажопасажирський варіант на 8 осіб і 500 кг вантажу, оснащений 6-циліндровим двигуном, потужністю 120 к.с., з електростартером і 4-ступінчастою коробкою передач. Поступово становище Berliet стабілізувалося, і заводи в Монплезирі і Венісьє заробили на повну потужність. На початку 1930-х років з їх воріт виходили різноманітні 2- і 3-вісні бензинові автомобілі: розвізні «VIL», «VIP» і «VIR», вантажопідйомністю 1,2-2 т, з двигунами, робочим об'ємом 1,5-2,4 л, середні «VD» і «VS» на 4-5 т, а також 1-тонні пікапи моделі «944» — найлегші вантажні автомобілі марки Berliet на шасі легкової серії «VIRL».

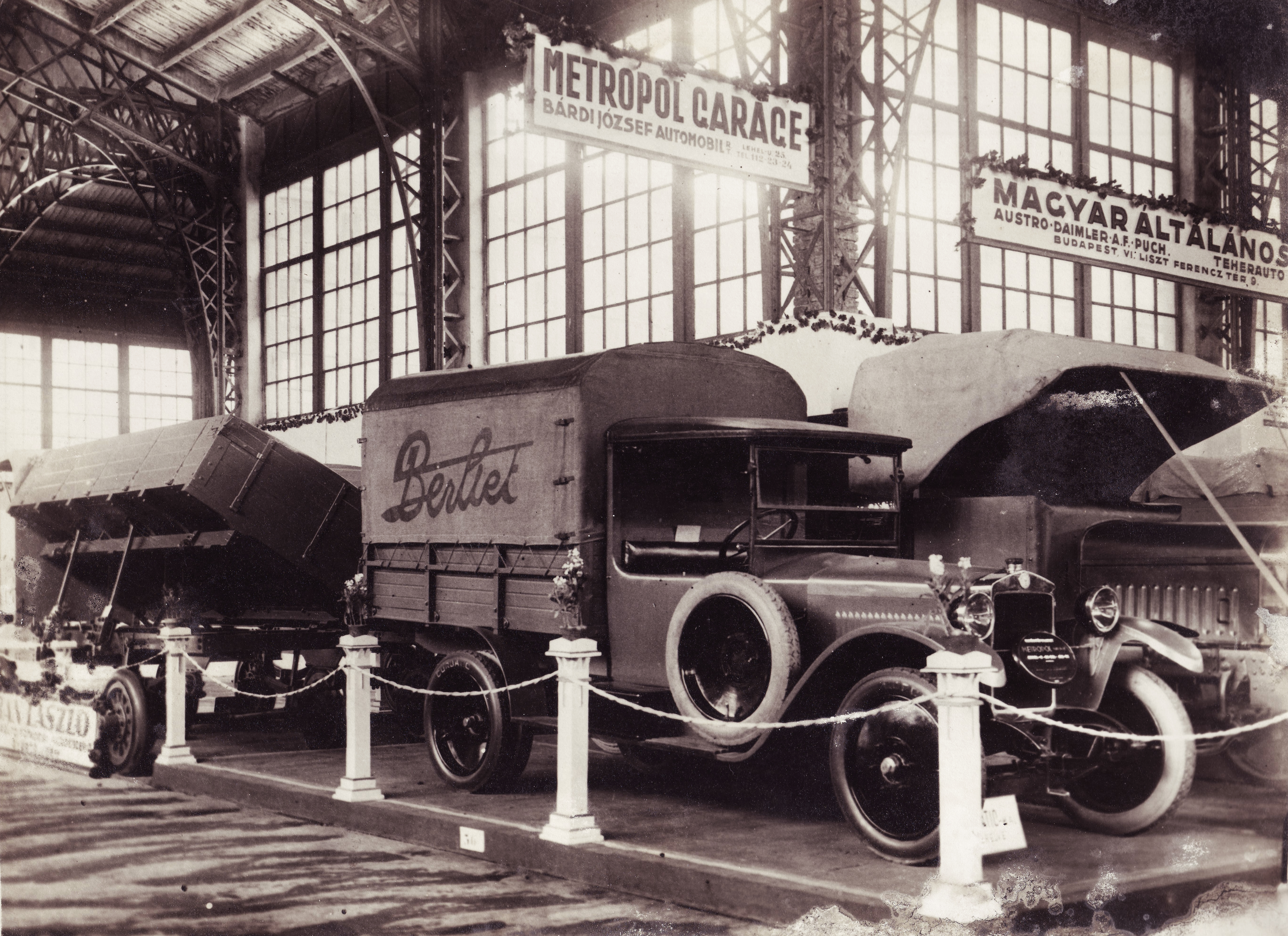
Вантажний Berliet 1925 року

У 1924 році модельний ряд компанії суттєво оновився. Двигуни тепер використовувалися з верхніми клапанами. Швидкий розвиток автомобілебудівної індустрії і висока конкуренція на ринку змушували вкладати дедалі більше коштів в удосконалення автомобілів і необхідного устаткування. Менших змін вимагали вантажні машини, які і стали пріоритетом для компанії Berliet.
Проте, виробництво легкових авто ні на секунду не зупинялося. Так вдалою і своєчасною виявилася модель Berliet 7CV, оснащена двигуном, об'ємом 1,2 літра. А в 1927 році з'явилося ще дві моделі, на які встановлювалися 6-циліндрові двигуни, об'ємом 1,8 і 4,0 літра. Маріус Берліє завжди відчував, яке виробництво слід посилити, і на що необхідно звернути увагу. З огляду на існуючий попит, колишній механік-самоучка направляв всі зусилля на те, щоб продукція його компанії була затребуваною і зберігала свою репутацію.
Тим часом насувалася «ера дизелізації», і Маріус Берліє ясно відчув необхідність переходу на принципово інший тип двигуна. На початку 1930 року він з'їздив до Німеччини і зустрівся з Робертом Бошем, інженерами фірми Deutz і придбав ліцензію на систему безпосереднього вприскування палива Асго конструкції інженера Екройда Стюарта. У червні 1930 року креслення нового мотора були готові, а 15 вересня зібрали перший 4-циліндровий дизель Berliet MDA. У листопаді його поставили на шасі «СВАС». Після невеликої модернізації в січні 1931 року дизель встановили на дослідні 3-вісні автомобілі.
Але перші варіанти моторів виявилися ненадійними, і клієнти, які придбали такі вантажівки, заявили фірмі протест. Берліє довелося зібрати команду ремонтників, які замінили на місцях 600 дефектних головок блоків, щоб відновити репутацію фірми. Проте, у 1932 році на Berliet запустили у виробництво три нових дизелі — два 4- і один 6-циліндровий, і вся подальша історія Berliet стала тісно пов'язана з дизельними двигунами. Успіху сприяв початок виробництва вдалої серії «GD», вантажопідйомністю 6-7 т, що випускалася до 1953 року у великій кількості модифікацій. Перший серійний 4-циліндровий дизель, робочим об'ємом 7250 см3, був встановлений на 2-вісній вантажівці «GDHL» і в 1932 році вдало пройшов перевірку в черговому транс-сахарському пробігу. З 1934 року в програмі Berliet з'явилася найважча модель «GDM» повною масою 20 т 6-циліндровим дизелем, робочим об'ємом 10850 см3 і 4-ступінчастою коробкою передач з прискореною передачею. До 1953 року виготовили 7 тис. таких автомобілів. З 1935 року замість серії «СВА» випускали нове сімейство «GDR7» вантажопідйомністю 5,5 т з суцільнометалевою кабіною і верхньоклапанним 4-циліндровим довгохідним (110 × 155 мм) дизелем «MDF» (5,7 л, 75 к.с.).
У 1933 році модельний ряд легкових автомобілів Berliet складався всього з двох машин. Обидві були оснащені 4-циліндровими двигунами з верхніми клапанами, об'єм цих моторів становив 1,5 і 2,0 літра. Дані моделі відрізнялися незалежною передньою підвіскою і кермом рейкового типу.
У 1936 році Берліє вирішив перейти на надійніші двигуни з овальною перед-камерою за ліцензією Ricardo. Їх випускали в 4- і 6-циліндрових варіантах «MDF3» і «MDB4» з однаковою розмірністю (120 × 160 мм), що розвивали потужність 75 і 95 к.с.. Дизелі виявилися вдалими: їх встановлювали на 11 моделей вантажівок серій «GD», «GC» і «GP» вантажопідйомністю 5-15 тонн. Тоді ж з'явилися перші вантажівки «GDR» з суцільнометалевою кабіною над двигуном. Незадовго до Другої світової війни було освоєно нове сімейство дизелів «MDJ» зі сферичною вихровою камерою Ricardo Comet Mk II.

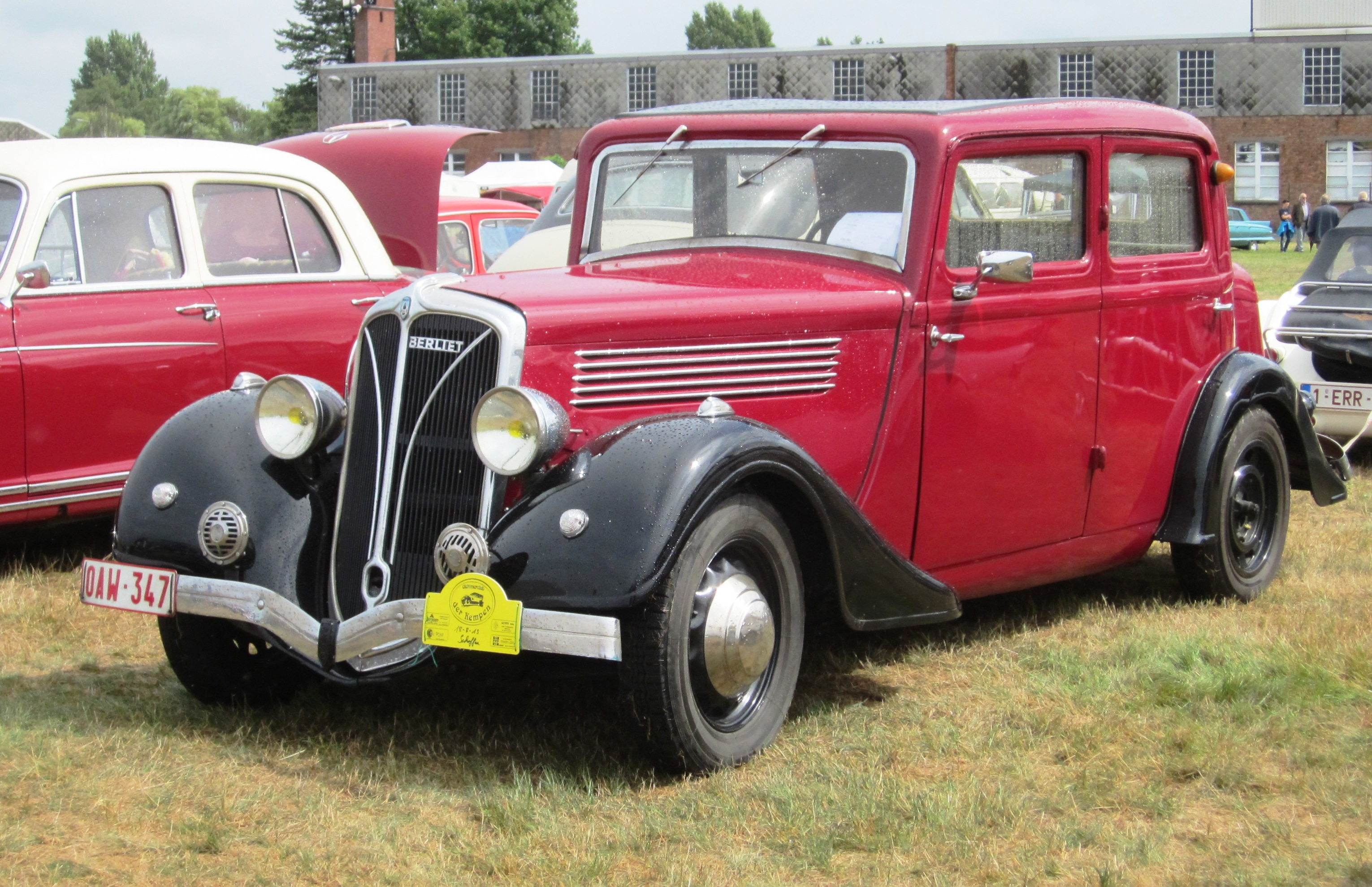
Berliet Dauphine 1936 року

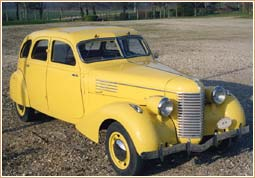
Berliet Dauphine 1939 року

У 1936-1939 роках випускалася ще одна модель легкового автомобіля, що стала останньою в історії компанії Berliet — Dauphine. Машина була оснащена передньою незалежною підвіскою, двигуном, об'ємом 2 літри, а також кузовом виробництва Peugeot (Peugeot 402). З 1939 року автомобілебудівна фірма Berliet виробляла тільки автобуси і вантажівки, які принесли їй популярність в усьому світі.
Передчуваючи наближення нового військового конфлікту в Європі, Берліє розгорнув серійне виробництво машин з газогенераторними установками (найвідоміша модель «VDANG»), а також почав розробку гами військових вантажівок «GDR», легких розвідувальних машин «VPD» і бронеавтомобілів «VPC». Однак, у вересні 1939 року Берліє отримав дивний наказ на виготовлення снарядів, але відмовився від їх виробництва, запропонувавши уряду свої автомобілі. В період 1941-1946 років фірма випустила 18 тисяч бензинових і 6 тисяч газогенераторних машин.
Заводи Berliet, що залишалися в неокупованій зоні Франції, 1 травня 1944 року були вщент зруйновані американською авіацією, а 4 вересня Маріуса Берліє заарештували за відмову виконати військове замовлення своєї батьківщини і за те, що його вантажівки потрапили на озброєння німецької армії. Всіма справами на підприємствах Berliet став займатися молодший син Поль Берліє (1918 р.н.). Його батько постав перед судом тільки в 1946 році і був засуджений до двох років в'язниці з конфіскацією майна і забороною проживання в департаментах поблизу Ліона. Через рік його звільнили, винагородивши довічною пенсією в розмірі 120 тисяч франків щомісяця. Навесні 1949 року Маріусу Берліє вручили другий Орден Почесного легіону (перший він отримав ще в 1911 році), але 17 травня 1949 року він помер.
Перші повоєнні роки виявилися надзвичайно важкими для фірми Berliet. Виготовлення вантажівок почалося наприкінці 1945 року з трохи модернізованої довоєнної моделі «GDR7» з 4-циліндровим дизелем «MDB4C», потужністю 85 к.с., зі зміненою головкою блоку Ricardo Comet Mk III. За перші два мирних роки було виготовлено всього 600 шасі, а в цілому за період 1946-1949 років обсяг виробництва досяг лише 10 % від довоєнних показників. 1950 року фірма заявила про початок серійного виробництва нової гами безкапотних машин «GLA5», повною масою 7,5-8,5 тонн, з сучаснішою кабіною над двигуном і передкамерним дизелем «MDJ», робочим об'ємом 5 л і потужністю 75 к.с.. Серійне виробництво вдалося розпочати лише три роки по тому. З 1956 року випускали дві модернізовані моделі «GLA5R» і «GLB5R» з 4- і 5-циліндровими двигунами, потужністю 80 і 100 к.с..
Експортні поставки з кінця 1950-х років здійснювали в Алжир, Марокко, Китай, Польщу і Кубу.
У 1951 році була представлена найвідоміша серія важких автомобілів Berliet GLR, які через багато років визнали одними з кращих вантажівок XX століття. Їх серійне виробництво почалося у 1953 році. Найвідомішими представниками цього сімейства стали автомобілі «GLR8» з новим 5-циліндровим дизелем «MDU», робочим об'ємом 7,9 л і потужністю 125 к.с. з головкою блоку Ricardo Comet Mk III, 5-ступінчастою коробкою передач, пневматичною гальмівною системою і гідропідсилювачем кермового механізму. На сідельних тягачах «TLM» застосовували 6-циліндровий дизель (150 к.с.). З 1952 року випускали серію «GLC6» з 4-циліндровим дизелем «МОХ» (6,3 л, 95 к.с.), що дала життя численному сімейству повноприводних машин, розрахованих на експорт в країни Африки.

Berliet GLC

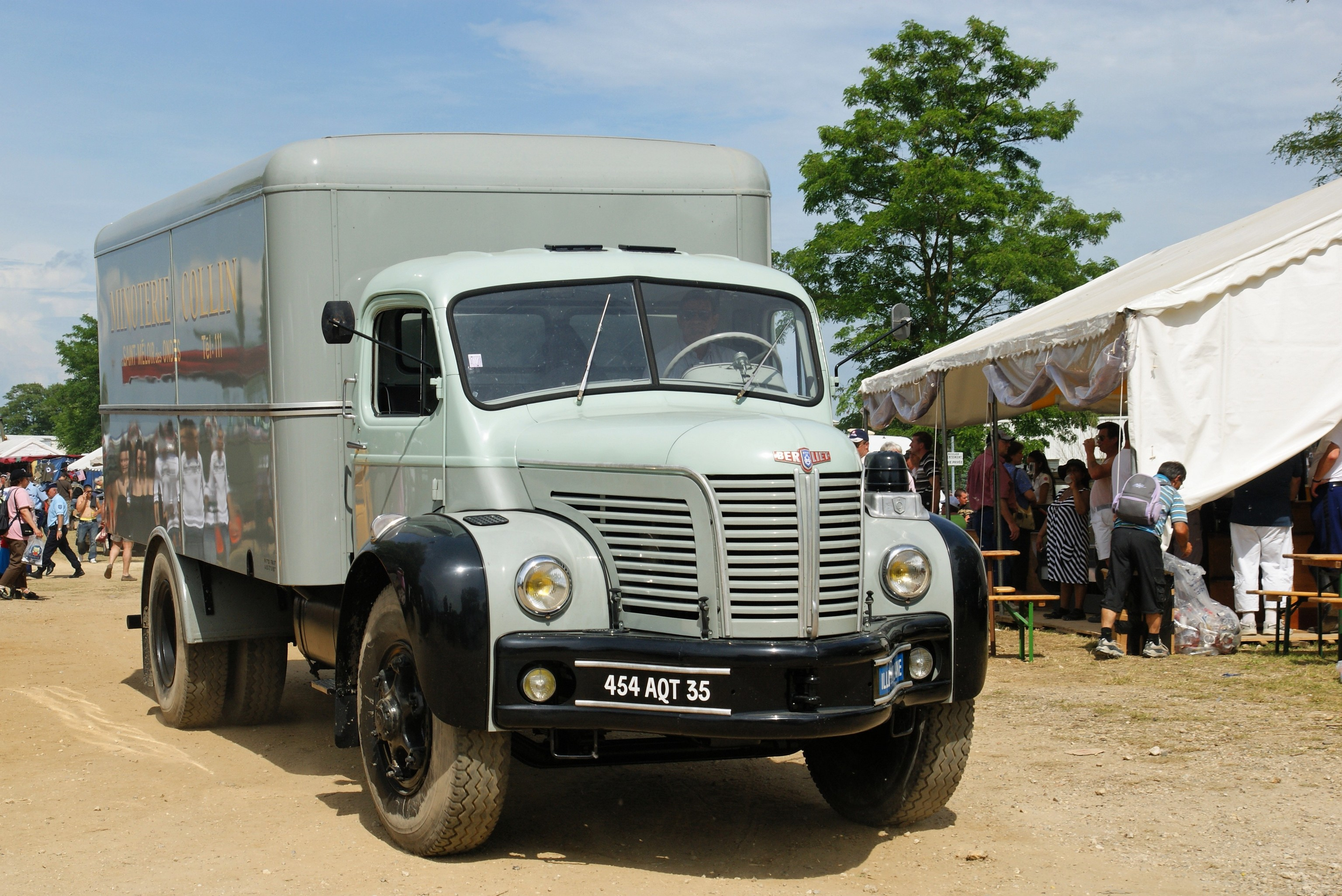
Berliet GLR

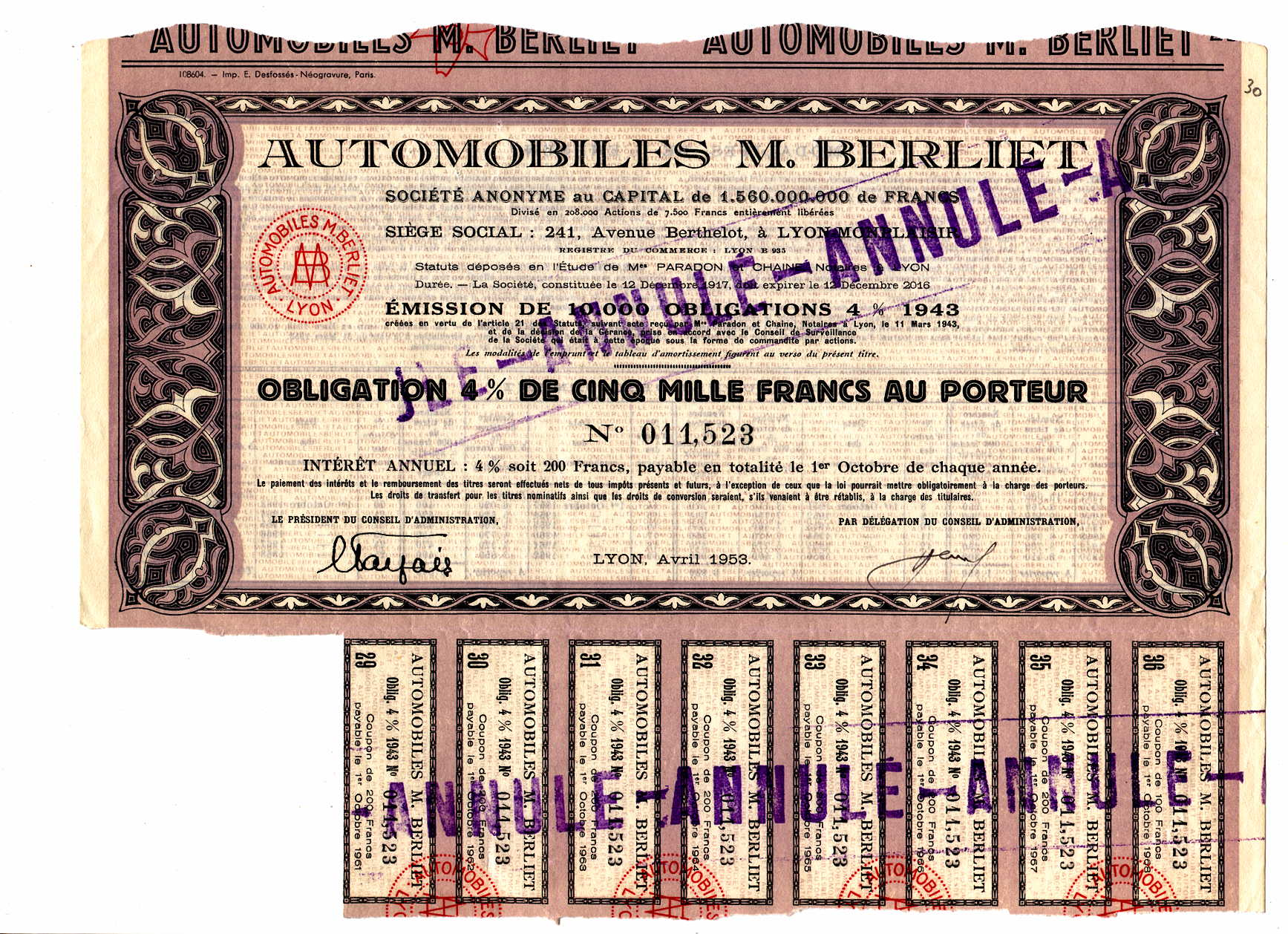
Облігація Berliet 1953 року

Першою з них у 1955 році стала повноприводна модель «GLC28» повною масою 11,5 т з двигуном, потужністю 145 к.с., що перетворилася через рік у відомий всюдихід «GLC8» (6×6). До 1977 року було виготовлено 32 тисяч таких машин в різних виконаннях. Успіх сімейства «GLR/GLC» дозволив фірмі значно зміцнити своє становище і збільшити обсяг виробництва важких шасі з 2 тисяч у 1952 році до 10 тисяч до середини 1950-х років. З цього часу почалося втілення нової програми досліджень, що висунуло Berliet в ряд найпередовіших компаній світу. У жовтні 1956 року на Паризькому автосалоні був показаний перший дизель з турбонаддувом (9,5 л, 175 к.с.), призначений для нової серії вантажівок «GLM». У цей найпродуктивніший в історії Berliet час вона посилила свій потенціал, приєднавши невеликі фірми Laffly і Rochet-Schneider.
«Хітом» кінця 1950-х років у Франції стала капотна вантажівка «GLR8R/M», повною масою 16-18 т, обладнана 5-циліндровим дизелем «MDU», потужністю 150 к.с. з головкою блоку Ricardo Comet Mk III і обтічнішою передньою частиною кабіни. Не менш популярний варіант «GLM10R», повною масою 19-21 тонн, отримав 6-циліндровий мотор «MDZ» з турбонаддувом (180 к.с.). На їх базі виготовляли тягачі «TLR10» і «TLM10R» для автопоїздів, повною масою 26-40 тонн. В ті роки компанія Berliet організувала ряд експедицій по Північній Африці через піски Сахари, довжиною по 8-10 тисяч кілометрів. Найвідоміша проходила під керівництвом Поля Берліє з листопада 1959 по січень 1960 років з Алжиру до форту Ламі на озері Чад. У ній взяли участь 9 повноприводних вантажівок «GBC8» (6×6), які отримали прізвисько «Газель» (Gazelle), з 5-циліндровим дизелем «MDU» (150 к.с.), 2-дисковим зчепленням, 5-ступінчастою коробкою передач, гідропідсилювачем кермового управління.
На їх шасі встановлювали бортові платформи, самоскидні кузови і гідрокрани. Одночасно на фірмі працювали над модернізацією дизельних двигунів. 1959 року колишні вихорокамерні моделі були замінені на дизелі з безпосереднім уприскуванням і напівсферичною камерою згоряння в голівці поршня (процес «VI»), що випускалися за ліцензією німецької фірми MAN. Вони забезпечували підвищену потужність і вищий крутний момент на низьких обертах, були економнішими і менш гучними.
Гама нових дизелів «MDO» включала 4-, 5- і 6-циліндрові двигуни, потужністю 95-240 к.с. Завдяки їм з'явилися надважкі вантажівки Berliet для роботи у важких дорожніх умовах і пісках Сахари. Про ці машини сьогодні говорять, що саме вони відкривали і освоювали Сахару. Першим з цієї серії, розробленої конструкторами Андре Білльє (Andre Billiez) і Жираром (Girard), став у 1955 році стандартний 2-вісний сідельний тягач «TLM15» (4×2) на шасі вантажівки «GBM15» з 6-циліндровим дизелем «MS640» (14,8 л, 200 к.с.). З 1959 року двигун отримав турбонаддув і розвивав 240 к.с.. 1957 року почалося виготовлення спеціальної «сахарської серії», що складалася з 3-вісних вантажівок «GBO15P» (6×2, 6×4 і 6х6) і сідельних тягачів «ТВО15» для автопоїздів, повною масою до 60 тонн. На них застосовували вже згаданий двигун з наддувом, потужністю 300—320 к.с..
З 1968 року на «ТВО15М» використовували американський дизель Cummins, потужністю 335 к.с.. У всіх машин було 2-дискове зчеплення, 5-ступінчаста коробка передач з 4-ступінчастою додатковою коробкою з пневматичним управлінням, ресорна підвіска з гідроамортизаторами, два паливних бака по 500 літрів. Автомобілі мали масу по 20 т і призначалися для автопоїздів, повною масою до 95 тонн. Всього їх виготовили близько 50 штук. Для дорожніх вантажівок наприкінці 1950-х років були розроблені нові сучасні суцільнометалеві кабіни над двигуном Relaxe, 5-ступінчаста коробка передач і пневматичний привід барабанних гальм. Всі ці новинки і 4-циліндровий дизель «MDX24 Magic» з головкою блоку Ricardo Comet Mk III (6320 см3, 120 к.с.) застосували для нової гами середніх вантажівок «GAK», повною масою 7,5-10,5 т, здатних розвивати максимальну швидкість 80 км/год.

## Berliet у власності компанії Citroën
У 1959 році на Berliet почалася розробка легшого сімейства вантажівок, яке отримало свій розвиток в 1964 році з початком тісної кооперації з компанією Citroen. Першим результатом співпраці стало представлення 15 травня 1965 року нової вантажівки Berliet Stradair зі спадаючим вперед коротким незграбним капотом і нахиленою назад решіткою радіатора. Форму суцільнометалевої кабіни створили в бюро стилю Berliet під керівництвом Жірардена (Girardin) і за участю незалежного дизайнера Філіпа Шарбонно (Philippe Charbonneaux). Особливостями конструкції стали пневматична підвіска всіх коліс (4 пневмобалони ззаду і 2 спереду) і привід як на задні, так і на передні колеса, за бажанням покупця. Першу модель Stradair 20 (RS612), повною масою 9 т, спочатку оснащували власним 4-циліндровим дизелем М420/30 з безпосереднім уприскуванням (5880 см3, 120 к.с.), а потім — англійським двигуном Perkins 4.236.

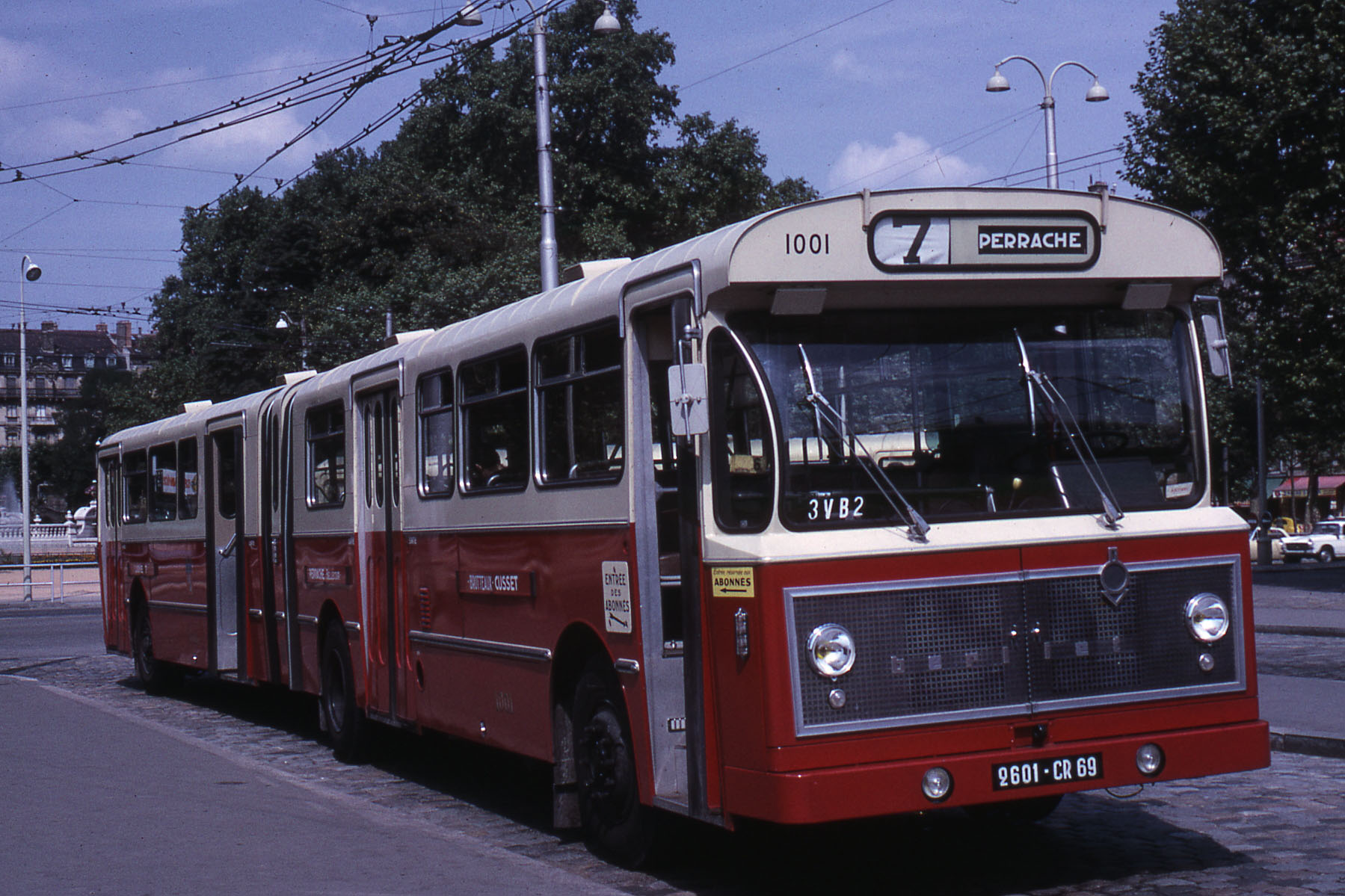
Автобус Berliet PH 12-180 1967 року

У наступні два роки гаму Stradair розширили до 12 бортових моделей, повною масою 6-12,5 т, і 5 сідельних тягачів для роботи в складі автопоїздів, повною масою до 19 тонн. На базі Stradair деякий час випускали передньопривідний розвізний автомобіль Tekel з колісною формулою 6×2, чотирма задніми колесами невеликого діаметру і малою вантажною висотою. Широкого поширення вони не отримали, переважно через невисоку надійність пневмобалонів і недостатню міцність конструкції: до кінця 1970 року було зібрано всього 5944 автомобілі. Вже з 1967 року їх замінили серією Berliet К, яка включала в себе останні розробки Citroen. Під марками Berliet-Citroen або Berliet випускали кілька варіантів, повною масою від 4 до 17 т (моделі від «180К» до «950К»), з силовими агрегатами і кабіною від Stradair. Але незабаром цю незвичайну кабіну замінила модель «CS», а потім — розроблена на Citroen, ще простіша і раціональна, — Club.
Вантажне відділення Citroen повністю злилося з Berliet у 1974 році, і серію «К» в модернізованому виконанні «KB» випускали до останніх днів існування Berliet. Співпраця з Citroen дозволила збільшити до 1969 року загальний обсяг виробництва вантажівок до 24,6 тисячі, з яких на частку колишніх машин Citroen доводилося 4,5 тисячі штук. В каталозі того часу Berliet рекламував гаму з 77 варіантів стандартних вантажних шасі, 35 повноприводних виконань, 18 шасі пожежних машин і 30 типів автобусів.
Найкращим днем в історії Berliet можна вважати 2 жовтня 1957 року. Того дня, незадовго до півночі, в Париж на автосалон, що відкривався, в обстановці ажіотажу була доставлена 3-вісна вантажівка «Т100» завдовжки 13,4 м, завширшки 5,5 м і заввишки 4,5 метра. Фірма Berliet створила цей гігант з колісною формулою 6×4 для освоєння важкопрохідних районів Північної Африки і для перевезення важкого нафтовидобувного обладнання. На першому примірнику стояв дизель Cummins V12 (30 л, 600 к.с.) з двома турбонагнітачами, що важив 2,5 тонни. Згодом його потужність довели до 700 к.с.. Автомобіль міг рухатися зі швидкістю 35 км/год і з вантажем витрачав 640 л палива на 100 км. При повній масі понад 200 тонн питомий тиск його широкопрофільних шин діаметром 2,2 м на пісок не перевищував тиску ноги верблюда. Всього було побудовано 5 автомобілів «Т100» з вантажною платформою і самоскидним кузовом, причому, самоскид мав кабіну над двигуном.

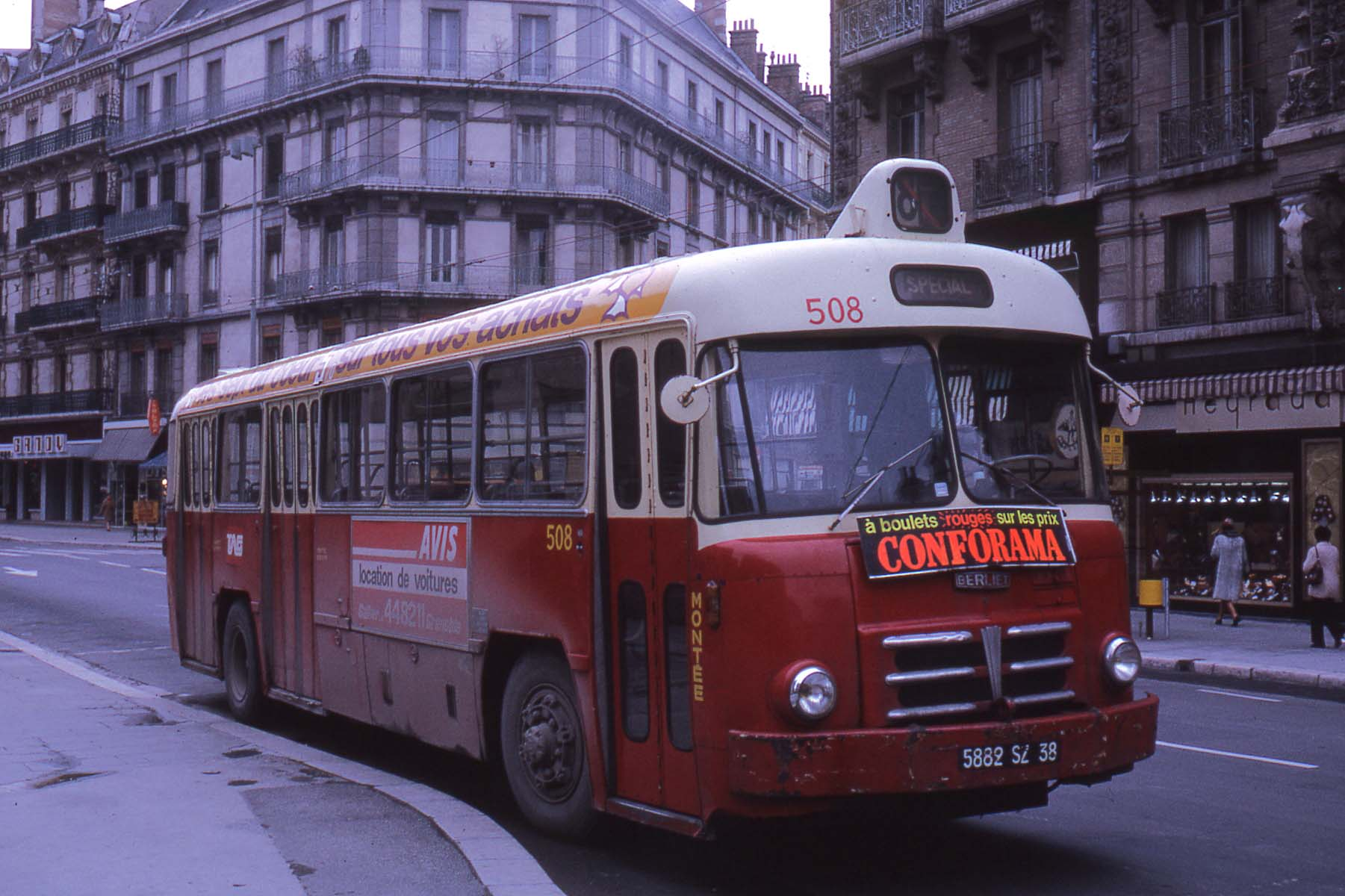
Berliet PLR-C 10-U 1975 року

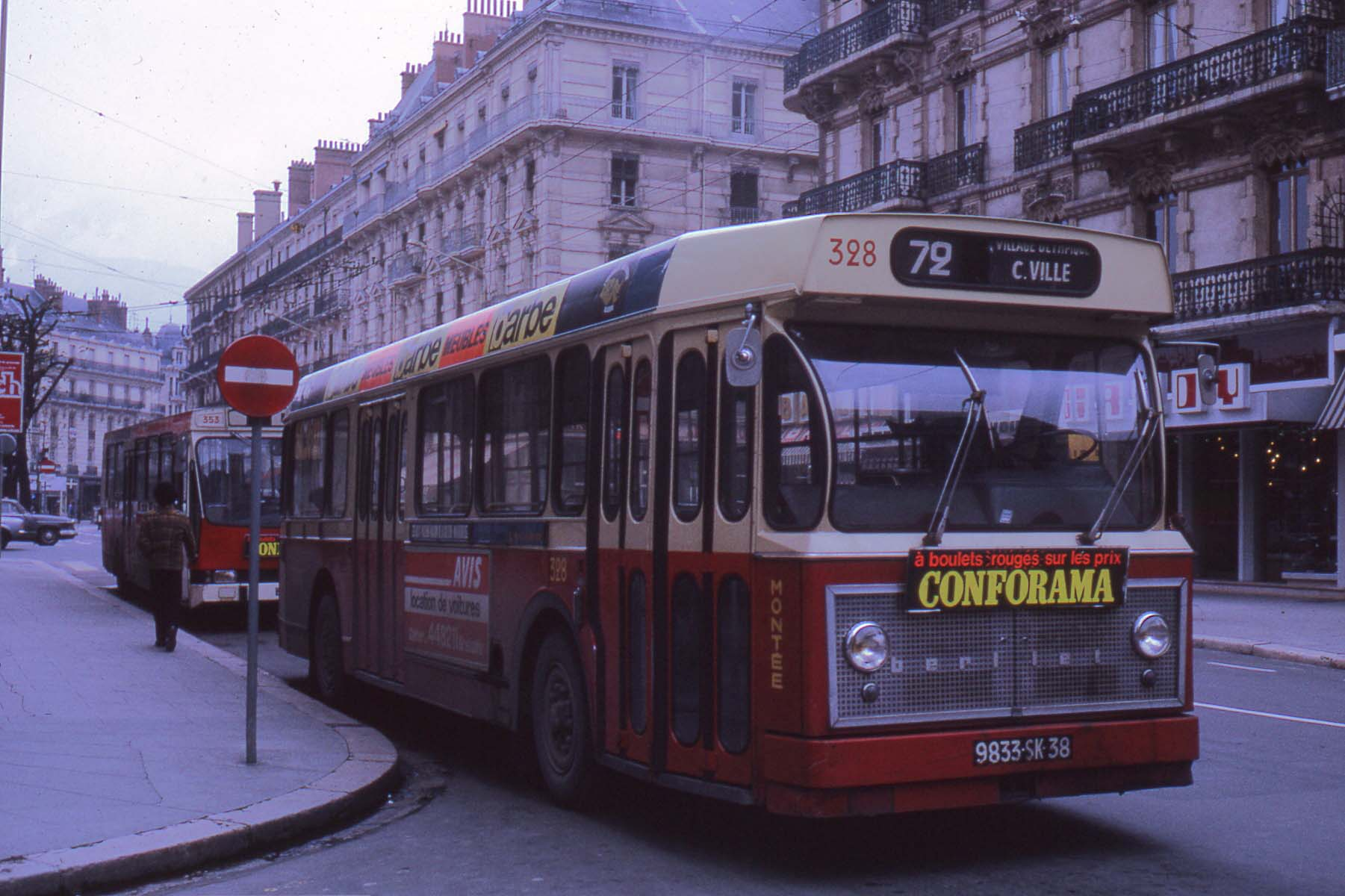
Berliet PCM-U 1975 року

На них використовувалося 5 різних механічних і гідромеханічних коробок передач, а також випробовували газову турбіну Turbomeca. До кожного «Т100» надавався автомобіль-пілот Berliet Gazelle для перевезення запчастин і спеціального домкрата. До сих пір зберігся лише один примірник «Т100». 1968 року з'явився перший спадкоємець відомої серії «сахарських гігантів» — автомобіль «GPO71P» (6×6) вантажопідйомністю 45-50 т з платформою, завдовжки 11,9 м і завширшки 7,0 м, американським дизелем GM V12, робочим об'ємом 14 л і потужністю 425 к.с., і автоматичною 6--ступінчастою коробкою передач Allison. Він розвивав швидкість 64 км/год і витрачав 140 л палива на 100 км. Через два роки на Паризькому автосалоні з'явилася важча 50-тонна вантажівка «GXO», що розраховувалася на суперництво в Африці з американським Kenworth 95. З вересня 1971 року при температурі до + 44oС він почав возити із середньою швидкістю 34 км/год вантажі по трасі Хаса Мессауд (Алжир), завдовжки 510 км, з яких 415 км доводилося на піщані дюни. На нього встановили двигун GM V12 (18,6 л, 530 к.с.) і автоматичну 5-ступінчасту коробку передач Twin Disc. Ця машина не витримала конкуренції американських компаній і залишилася в єдиному екземплярі. 1972 року важку гаму машин поповнила серія кранових шасі «PG» з колісною формулою 6×4 або 8×4, повною масою до 63 тонн. Завдяки Полю Берліє фірма не тільки не втратила своїх позицій, а й стала прискореними темпами перетворюватися на найбільшого у Франції і одного з найпотужніших і найавторитетніших у світі виробників середніх і важких вантажних автомобілів. Вперше за 25 післявоєнних років її персонал зріс з 5 до 21 тисячі чоловік, були побудовані ще два заводи поблизу Ліона (в Бург-ан-Брессі і Сен-Пріє — по сусідству з Венісьє), підприємства в Алжирі (1958 рік) і Марокко (1959 рік), дослідницький та освітній центр в Сен-Пріє (1962 рік). 1970 року на основі компанії Guinard була створена філія CAMIVA з виробництва пожежної техніки і наступного року — ще один складальний завод в Арбреслі.

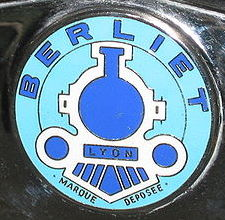
Емблема Berliet

На підприємстві у Венісьє налагодили виробництво гами вантажних машин, повною масою від 10 до 38 т, тягачів для автопоїздів, повною масою до 50 т, а також спеціальних машин. За ліцензією вантажівки і автобуси Berliet складали в Польщі (з 1974 року), Сенегалі та на Кубі. Автомобілі цієї марки поставляли більш ніж в 60 країн світу, включаючи СРСР. Наприкінці 1960-х років почалася розробка другого покоління дизелів із системою уприскування за ліцензією фірми MAN. Спочатку програма включала 6- і 8-циліндрові V-подібні двигуни (моделі «V600», «V800», «V825»), потужністю 130, 170 і 280 к.с.. Найбільші надії покладалися на 300-сильний варіант «V825», який з лютого 1971 року встановлювали на сідельний тягач «TR300» з новою кабіною, що відкидалася «КВ2400», але він виявився ненадійним і знизив репутацію фірми. Через два роки його модернізований варіант «V835», потужністю 310 к.с., стали застосовувати на вантажівках і тягачах важкої серії «GR/TR/TRH320» (для автопоїздів, повною масою до 120 т). У травні 1977 року він став першим серійним дизелем V8 з турбонаддувом, який дозволив підняти потужність до 352—356 к.с.. Ним оснащували гаму «GR/TR350», а для спеціальних тягачів «TRH380» потужність довели до 380 к.с.. Самостійні роботи над 6-циліндровими агрегатами з 1971 року були обмежені систематичною модернізацією рядного 12-літрового двигуна «MS635», який виявився однією з найекономічніших та найвдаліших розробок Berliet. Він мав безпосереднє уприскування палива за допомогою вертикально встановленої форсунки високого тиску, тороїдальну камеру згоряння в днищі поршня і володів підвищеним крутним моментом. Згодом мотор, що розвивав 250—266 к.с., отримав найменування Maxicouple і нове позначення «MDS 06.35.40». Його застосовували на серіях «GR/TR260» і «GR/TR280», а також на самоскидах «GBH280». У травні 1977 року варіант «MDR 06.35.40» вперше обладнали турбонагнітачем і проміжним охолодженням наддувного повітря. На вантажівках «GR305» він розвивав 300—305 к.с.. Це дозволило до 1974 року розширити гаму вантажних автомобілів Berliet до 14 базових серій при повній масі одиночного автомобіля до 38 тонн.

## Berliet у власності компанії Renault

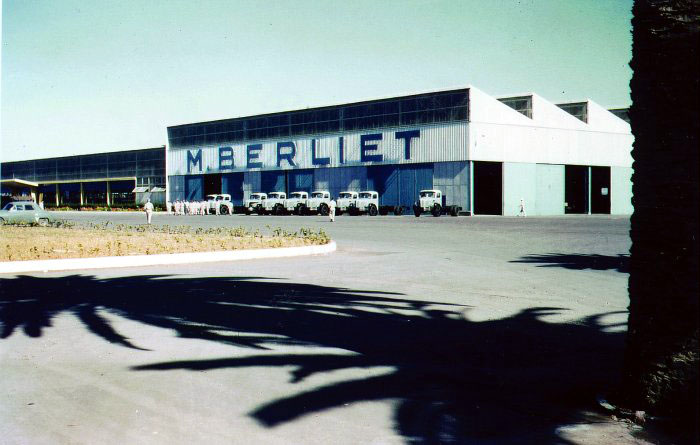
Приміщення заводу Berliet

Наприкінці 1960-х років почалося виробництво 2-вісних кар'єрних самоскидів, вантажопідйомністю 22-60 т (моделі «Т22», «ТЗ0», «Т45» і «Т60») з американськими агрегатами. Наприклад, на найвідомішу модель «Т45», повною масою 84 т, встановлювали 2-тактний дизель GM V16 (18,5 л, 635 к.с.) і 6-ступінчасту автоматичну коробку передач Allison. У 1970-ті роки 30 самоскидів «Т60» було продано в СРСР. Крім того, невеликими партіями випускали шарнірно-зчленований самоскид «ТХ40», вантажопідйомністю 40 т, з дизель-електричним приводом всіх чотирьох коліс. Під маркою Berliet випускали також автобуси, тролейбуси, армійські спеціальні повноприводні вантажівки та бронеавтомобілі «VXB». За часів енергетичної кризи 1970-х років Поль Берліє став активно шукати можливості взаємовигідного співробітництва з більшими фірмами. Але французький уряд, втративши у 1975 році фірму Unic, що відійшла до концерну IVECO, вирішив запобігти аналогічній ситуації з Berliet. Вів виділив необхідні кошти, і в 1978 році державне підприємство Renault, заручившись найвищим рішенням президента Франції, викупило фірму Berliet. Нове об'єднання отримало назву Renault Vehicules Industriels, відоме під абревіатурою RVI.
Спочатку об'єднання з Renault благотворно вплинуло на подальшу діяльність Berliet. Спільно фірми прийняли до виконання широку програму оновлення всієї гами і інвестицій для раціоналізації виробництва та розробки нових автомобілів. Виготовлення серії «KB» було припинено (за винятком моделі «950КВ6»), і заводи Berliet зосередилися на випуску найважчих тягачів «TR280», «TR305» і «TR350» з модернізованою кабіною «КВ2480» або Premiere, що повністю задовольняла всі ергономічні вимоги свого часу. Однією з цілей об'єднання було створення повнішої гами вантажних автомобілів, додавши до тяжких машин Berliet серію середніх вантажівок фірми SAVIEM, яка також входила до складу RVI.

## Припинення виробництва автомобілів. Закриття компанії
У результаті у 1978 році з'явилася так звана «раціональна» гама «GF/GR», яка являла собою шасі SAVIEM з дизелем «Berliet 06.20.30», потужністю 195 к.с. і новою кабіною Club. Останньою самостійною розробкою Berliet у 1980 році виявилася вантажівка «MS300», що був розвитком серії «GF» і призначений для виробництва на американській фірмі Mack. Останній автомобіль марки Berliet був виготовлений 21 квітня 1980 року. Важкі машини Berliet стали основою нових серій «G» і «R» фірми Renault. Поль Берліє у 1982 році став президентом громадського фонду, що отримав ім'я його знаменитого батька. Спільними зусиллями вдалося зібрати практично всі основні автомобілі марки Berliet. Найстаріша вантажівка Франції, що зберігається у фонді, — Berliet М 1910 року — 2 листопада 1988 році отримав офіційний титул «Національний технічний пам'ятник». Ім'я Маріуса Берліє сьогодні носить модернізований завод Renault у Венісьє.

## Маркування вантажівок Berliet
Приклад: GAK 5r.
- G: бортова вантажівка
- Т: тягач
- K: розширена кабіна (літера в кінці маркування)
- P: автобус
- Е: тролейбус
- цифра: округлений об'єм або потужність двигуна
- a, b або r (для посилених): код шасі

## Маркування двигунів для важких вантажівок
Приклад: MIDS 06.35.40
I: безпосереднє вприскування Berliet
D: дизельний двигун
S: турбонаддув (турбонагнітач), буква R замість S означає охолоджений (турбонагнітач з повітряним охолодженням)
06: 6 циліндрів
35: 135 мм діаметр циліндра
40: 140 мм хід поршня
Ця система маркування залишилася в компанії RVI.

## Список продукції компанії Berliet

### Легкові автомобілі
- 1895 — Berliet Vis-a-vis: перший Berliet, коли-небудь створений, — маленький автомобіль з відкритим кузовом і двоциліндровим двигуном, об'ємом 1.2 л.
- 1901 — Berliet 22CV: друга модель Berliet, обладнана 4-циліндровим двигуном, об'ємом 4,5 літра.
- 1905 — Berliet 60CV: дуже розкішний лімузин, оснащений величезним 6-циліндровим двигуном, об'ємом 9495 см3, що видавав 84 к.с. при 1400 об/хв. Випускався до 1914 року.
- 1910 — Berliet Type C: елегантний автомобіль з кузовом торпедо і 4-циліндровим двигуном, об'ємом 2412 см3 і потужністю 21 к.с..
  - Berliet Type AI9: розкішна модель, оснащена 4-циліндровим двигуном, об'ємом 4,5 літра.
- 1911 — Berliet Type A: автомобіль середнього класу, оснащений 4-циліндровим двигуном, об'ємом 1538 см3.
  - Berliet Type AI10: розкішна модель, оснащена 4-циліндровим двигуном, об'ємом 4,5 літра.
- 1920 — Berliet VB: модель високого класу, оснащена 4-циліндровим двигуном, об'ємом 3306 см3, здатним видавати потужність 31 к.с.. Не досягла великого успіху через деякі проблеми надійності.
- 1921 — Berliet VL: модель високого класу, оснащена 4-циліндровим двигуном, об'ємом 3306 см3, здатним видавати потужність 31 к.с.. Не досягла великого успіху через деякі проблеми надійності.
- 1928 — Berliet VIHF: елегантний седан, який був оснащений 4-циліндровим 1990-кубовим двигуном, потужністю 35 к.с. при 3000 об/хв.
- 1930 — Berliet Sans-Secousses: великий родстер, що брав участь в унікальних змаганнях на витривалість, які проходили в Сахарі, біля Алжиру. Автомобіль закінчив змагання, проїхавши 50 годин без перерв.
- 1938 — Berliet Dauphine: останній легковий автомобіль марки Berliet, седан високого класу, який використовував ліцензійний кузов від Peugeot 402, але з передньою частиною у власному стилі. Офіційно називався VIRP 11, був оснащений 4-циліндровим 2-літровим двигуном. Друга серія, що називалася VIRP 2, була представлена в 1939 році.

### Вантажні автомобілі
- 1907 — Berliet Type L
  - Berliet Type M
- 1911 — Berliet CAD
  - Berliet CAK
  - Berliet CAC
  - Berliet CAM
- 1913 — Berliet CAT
  - Berliet CAU
- 1914 — Berliet CBA
- 1918 — Berliet VB
- 1923 — Berliet VL
  - Berliet VM
  - Berliet VH
- 1924 — Berliet VHA
- 1925 — Berliet VMP
- 1930 — Berliet MDA
- 1931 — Berliet VIL
  - Berliet VIP
  - Berliet VIR
  - Berliet VD
  - Berliet VS
  - Berliet 944
- 1932 — Berliet GD
  - Berliet GDHL
- 1934 — Berliet GDM
- 1935 — Berliet GDR7
- 1936 — Berliet GC
  - Berliet GP
- 1939 — Berliet VDANG
- 1951 — Berliet TLM
- 1952 — Berliet GLC6
- 1953 — Berliet GLA5
  - Berliet GLR8
- 1955 — Berliet GLC28
  - Berliet TLM15
  - Berliet GBM15
- 1956 — Berliet GLA5R
  - Berliet GLB5R
  - Berliet GLM
- 1957 — Berliet GBO15P
  - Berliet TBO15
  - Berliet T100
- 1958 — Berliet TBO15M
- 1959 — Berliet GLR8R
  - Berliet GLR8M
  - Berliet GLM10R
  - Berliet TLR10
  - Berliet TLM10R
  - Berliet GBC8
  - Berliet GAK
- 1965 — Berliet Stradair
- 1967 — Berliet Tekel
  - Berliet K
- 1968 — Berliet GPO71P
- 1969 — Berliet T22
  - Berliet T30
  - Berliet T45
  - Berliet T60
- 1970 — Berliet GXO
- 1971 — Berliet TR300
  - Berliet GR260
  - Berliet TR260
  - Berliet GR280
  - Berliet TR280
  - Berliet GBH280
  - Berliet TX40
- 1972 — Berliet PG
- 1973 — Berliet GR320
  - Berliet TR320
  - Berliet TRH320
- 1974 — Berliet KB
- 1977 — Berliet GR350
  - Berliet TR350
  - Berliet TRH380
  - Berliet GR305
- 1978 — Berliet TR305
  - Berliet GF
- 1980 — Berliet MS300

### Автобуси
- CBL 1922 року
- VMSD 1927 року
- CBOV 1927 року, в тому числі для трамвайної компанії Perpignan
- GSBG 1927 року (газогенераторний), у тому числі для Ліона
- PBG 1931 року
- GPS 1932 року (3-вісний)
- GDSL 1934-38 років (дизельне паливо), 66 примірників для Lyon-OTL)
- PCKBG 1938 року (газогенераторний)
- PCK 7 та 8 1947 року (багато французьких міст, в тому числі 65 примірників було у Ліоні)
- PCR 8 1950 року (Ліон, Марсель)
- PLA 5 1952 року
- PLB 6 та 8 1952 року
- PLR 8 та 10 з 1954 по 1962 рік, для багатьох французьких міст
- PBR 10 та 15 з 1954 по 1961 рік (3-вісний), для Алжиру, Марселя, Ліону
- PCP 10 1955 року, 100 примірників для RATP у Парижі
- PCS 10 1960 року, 50 примірників для RATP у Парижі
- PH 80 1959 року, в більшості для Ліона і Гренобля
- PH 100 1962 року, в більшості для Ліону, Марселя, Ніцци, Гренобля та Женеви (у Швейцарії було 15 примірників серії 401 та 415 у CGTE)
- PH 12-100 1965 року (PH 100 з передньою частиною від PCM), у більшості для Марселя
- PCM 1965 року, в тому числі для TCRL в Ліоні, для SGTE в Греноблі
- PCM-R 1965 року, в тому числі для RATP в Парижі
- PH 12-180 1966 року, перший зчленований французький автобус, побудований для Ліону та Алжиру
- PCM-RE 1968 року, серія з 25 двоповерхових автобусів для RATP у Парижі
- PGR 1968 року, серія з 500 зразків зменшених розмірів для RATP в Парижі
- PR 100 1971 року, в тому числі для SEMITAG (Гренобль), для Марселя, Ніцци, Нанту і для RATP в Парижі
- PR 110 для Польщі, побудований у Венісьє, потім за ліцензією в Єльчі в Польщі
- PR 100-2, в тому числі для Марселя та для SEMITAG у Греноблі
- PR 100 MI, в тому числі для Реймса, для SEMITAG в Греноблі
- PR 180 1979 року, в тому числі для Реймса, для SEMITAG в Греноблі, а також для RATP в Парижі

Багато шасі з двигунами були оснащені різними кузовами.

### Автобуси для довгих рейсів
- Berliet 1 CB 1911 року
- CBO 1922 року на шасі CBA
- CBO 1923 року, альпійські автобуси, в тому числі ті, які доставляються PLM для дорожніх служб Альп
- GDHV 1927 року на шасі GDR
- VMSD 1927 року
- PGB 1931 року
- GPS 1932 року
- PS 1939 року на шасі VDC
- PHN «Randonnée» 1960 року, у тому числі автобуси Traffort у Греноблі на маршруті Альп і маршруту «Europabus» Женева — Гренобль — Ніцца
- PHC "Escapade " 1962 року
- Stradair 20 з автобусним кузовом
- Cruisair 1 1969 року на 29 місць
- Cruisair 2 1969 року з 39 місцями
- Cruisair 3 1969 року з 49 посадковими місцями, включаючи автобуси Ricou в Греноблі для маршруту Гренобль — Ліон
- PR 14 1975 року
- PR 14S 1976 року

### Тролейбуси
Комплектуючі для тролейбусів (автобуси або шасі з кузовом) компанія Berliet поставляла фірмі Vétra, яка встановлювала на них електрообладнання.
- ELR (на базі автобуса PLR)
- EBR (на базі автобуса PBR)
- VA3B2 (на базі автобуса PBR)
- VBH (на базі автобуса PH)
- ER100 1977 року (на базі автобуса PR100)

### Військові автомобілі
Berliet вже давно був одним з основних постачальників французької армії і експортував велику кількість військових транспортних засобів.
- GCM, виграв військовий конкурс 1926 року
- VPB 4x4 1926 року
- VPC 6x6 1926 року (бронеавтомобіль)
- VPDF 6x4 1928 року
- VPR 6х6 1928 року (броньований)
- VUR 4x4 1928 року
- VURB 4x4 1929 року (розвідувальний)
- VPDB 4x4 1930 року (броньований)
- VUDP 1930 року
- VSH 6x6 1932 року
- GPE 1934 року (автоцистерна)
- GLC 4x4
- GLM 1952 року (автоцистерна)
- GBU 6x6
- GBO
- T12 8x8 1962 року (автоцистерна)
- GBC 6x6 «Gazelle»
- GBC 8KT 6x6 1962 року, був на озброєнні різних полків, зокрема RTCA
- T30 (самоскид), виготовлено 6 штук
- VXB 170 1971 року
- VXB 1971 року (броньований, для жандармерії)
- VXB (захищений 90-мм озброєнням)
- GBA 1973 року, з капотом і відкритою кабіною
- GBC 8KT CMD (Camion Moyen Dépannage) 6x6 (автокран)
- GBD 4x4 та 6x6 з відкритою кабіною
- GBD 6x6 (тягач для ракет Exocet)
- GBD 6x6 (автокран)
- TBU 15 6x6 тягач з напівпричепом-цистерною AMX 13
- TBU 15 CLD (Camion Lourd Dépannage) 6x6 з поворотним краном 5Т (10T з опорами) (ліцензія Austin Western) (для французької та бельгійської армій)
- TBU ?? (спеціальний тягач для напівпричепа Frhehauf (60 примірників для китайської армії)
- TR 280 1979 року, обладнаний для перевезення важкої техніки та потягів
- TLR 280 1980 року, тягач напівпричепа для чутливих елементів систем ядерного озброєння (8 штук)
- TRH 320 (автоцистерна)
- VTE, ядерний ракетний носій для плато Альбіон (3 примірники)

### Залізнична техніка
- RBD 250 1933 року
- RBD 300 1937—1938 років
- BE ZZDM 101, 102, 103, 104 1937 року
- BE 3001 … 3014 1937 року

## Галерея
|       |  |  |  |
|       |  |  |  |
|       |  |  |  |
|       |  |  |  |
|       |  |  |  |
| \| \| |  |  |  |
|       |  |  |  |

|  |  |  |  |
|  |  |  |  |
|  |  |  |  |
|  |  |  |  |
|  |  |  |  |
|  |  |  |  |
|  |  |  |  |
|  |  |  |  |

|  |  |  |  |
|  |  |  |  |
|  |  |  |  |
|  |  |  |  |

|  |  |  |  |
|  |  |  |  |

|  |  |  |  |
|  |  |  |  |

|  |  |